# Tuanku Jaafar
Duli Yang Maha Mulia Almarhum Tuanku Ja'afar ibni Almarhum Tuanku Abdul Rahman, GCB (* 19. Juli 1922 in Klang; † 27. Dezember 2008) war der zehnte Yang di-Pertuan Agong (Wahlkönig) von Malaysia vom 26. April 1994 bis 25. April 1999 und von 1967 bis 2008 der vierte Yamtuan Besar von Negeri Sembilan.

## Jugend und Erziehung
Tuanku Ja'afar war der zweite Sohn von Tuanku Abdul Rahman ibni Almarhum Tuanku Muhammad und der erste Sohn von vier Kindern von dessen bürgerlicher Frau, Dulcie Campell oder besser bekannt als Che' Engku Maimunah binti Abdullah. Das Paar trennte sich später.
Ja'afar studierte am Malay College Kuala Kangsar und an der University of Nottingham, bevor er zum Balliol College und der London School of Economics and Political Science wechselte. Er trat in den malaysischen zivilen und diplomatischen Dienst ein.

## Frühe Karriere
Während der japanischen Besetzung von Malaysia diente Ja'afar beim Landesamt von Seremban und danach als District Officer von Rembau von 1946 bis 1947. Nach seiner Rückkehr aus dem Vereinigten Königreich im Jahr 1952 hatte Tuanku Ja'afar mehrere Stellen im öffentlichen Dienste inne, er war u. a. Assistent des Staatssekretärs von Perak, Assistent des Distriktsbeamten von Parit, Perak und des Distriktsbeamten von Tampin.

### Diplomat
Ja'afars diplomatische Karriere begann im Jahr 1957. Seine erste Anstellung erhielt er als Charge d 'Affaires in Washington, D.C., USA, gefolgt von der Position des Ersten Sekretärs bei der Ständigen Vertretung bei den Vereinten Nationen in New York. Sodann wirkte er als konsularischer und stellvertretender Hochkommissar an der Hohen Kommission von Malaysia in London. Tuanku Ja'afar wurde später zum malaysischen Botschafter in Ägypten ernannt und dann zum Hochkommissar in Nigeria und Ghana.

## Yang di-Pertuan Besar
Ja'afar plante eine Tätigkeit in der malaysischen Botschaft in Japan, wurde aber von der Landesregierung Negeri Sembilans nach dem Tode seines Halbbruders Tuanku Munawir, des damaligen Herrschers von Negeri Sembilan, im Jahr 1967 zurückgerufen.
Alle vier Undang (Territorial Chiefs) hatten einstimmig Tuanku Ja'afar als Yang di-Pertuan Besar von Negeri Sembilan gewählt. Die Wahl war umstritten, da der eigentliche Thronfolger, Tuanku Munawirs Sohn Tuanku Muhriz, übergangen wurde. Es wird vermutet, dass der damalige Premierminister von Malaysia, Tunku Abdul Rahman, den Rat angewiesen hatte, Tunku Muhriz wegen seiner Jugend – dieser war damals erst neunzehn Jahre alt – nicht zu wählen. Muhriz folgte Jaafar allerdings 2008 nach dessen Tod nach.

## Yang di-Pertuan Agong
Tuanku Ja'afar war vom 26. April 1994 bis zum 25. April 1999 der zehnte Yang di-Pertuan Agong von Malaysia. Er trat die Nachfolge von Azlan Shah an.
Während seiner Amtszeit wurden in Malaysia 1998 u. a. die 16. Commonwealth Games ausgetragen und der APEC-Gipfel ausgerichtet. Daneben wurden unter seiner Herrschaft andere Projekte verwirklicht, etwa die Eröffnung des Kuala Lumpur International Airport (KLIA) in Sepang, der Bau der Petronas Twin Towers, die Einrichtung des Multimedia Super Corridor (MSC) und die Gründung der neuen administrativen Hauptstadt Putrajaya.

## Ehrungen
- 1995: Chilenischer Verdienstorden

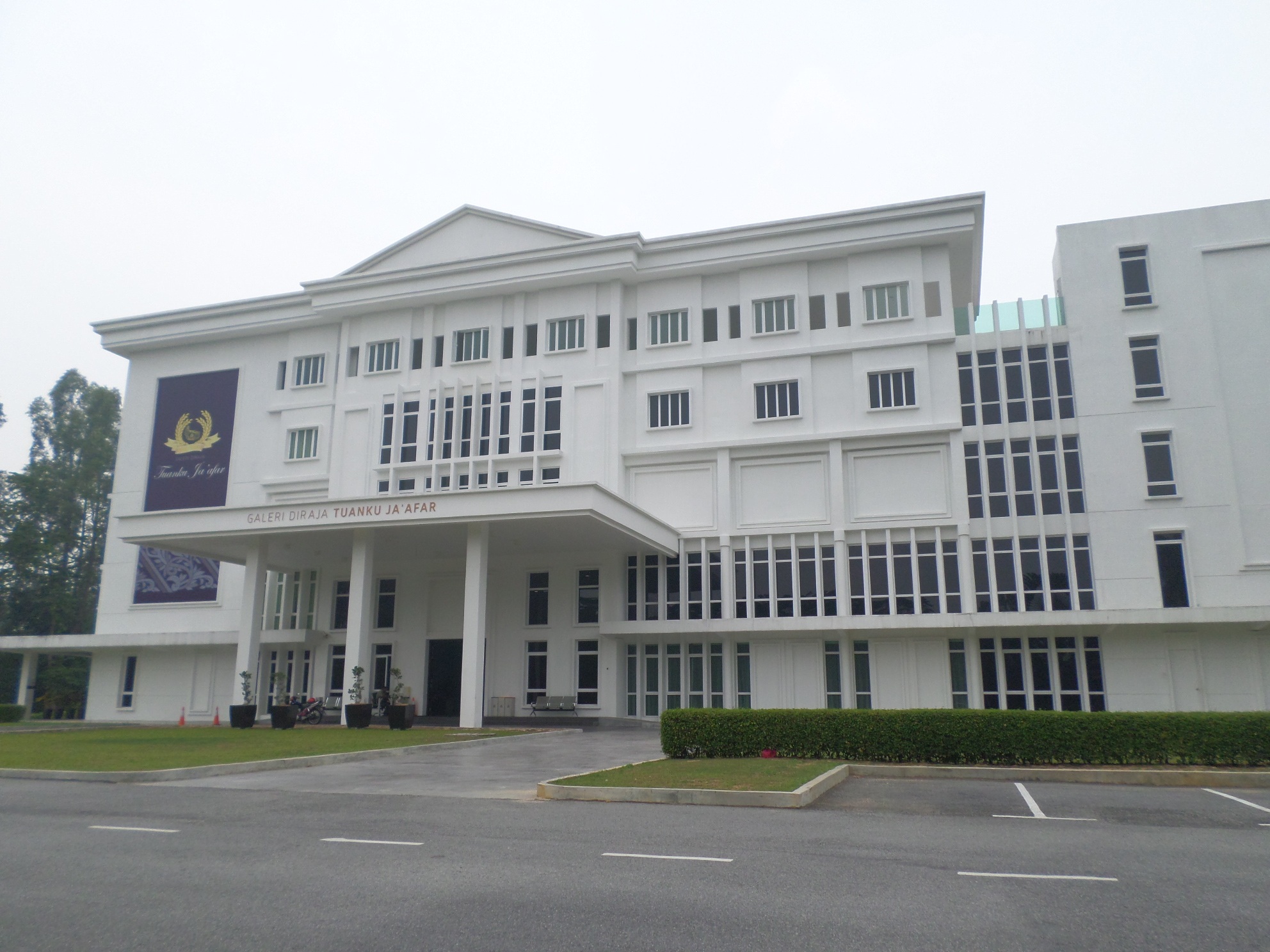
Galeri Diraja Tuanku Ja'afar (Königliche Galerie Tuanku Ja'afar) in Seremban

- 1995: Kollane des spanischen Zivilverdienstordens
- 1995: Großkreuz des Finnischen Ordens der Weißen Rose
- 1996: Kollane des Ordens vom Kreuz des Südens
- 1996: Kollane des Königlichen Seraphinenordens
- 1996: Sonderstufe des Großkreuzes des Verdienstordens der Bundesrepublik Deutschland
- 1997: Großkreuz des Verdienstordens der Republik Polen
- 1998: Grand Cross des Order of the Bath (GCB)

## Museum „Galeri Diraja Tuanku Ja'afar“
2012 wurde in Seremban, etwa 1 km vom Stadtzentrum entfernt, das biografische Museum Galeri Diraja Tuanku Ja'afar (Königliche Galerie Tuanku Ja'afar) eröffnet. Der viergeschossige Bau zeigt in neun Sälen auf 4087 m² die Lebensstationen des Herrschers.